# Cattleya luetzelburgii
Cattleya luetzelburgii är en orkidéart som beskrevs av Van den Berg. Cattleya luetzelburgii ingår i släktet Cattleya och familjen orkidéer. Inga underarter finns listade i Catalogue of Life.